# Magnus Manske
Heinrich Magnus Manske (nascido em 24 de maio de 1974) é um cientista sênior no Wellcome Trust Sanger Institute, em Cambridge, no Reino Unido e um desenvolvedor de software de uma das primeiras versões do MediaWiki.

## Início da vida e educação
Manske nasceu em Colônia, Alemanha.
Manske estudou bioquímica na Universidade de Colônia e formou-se em 2006, obtendo um doutorado; a sua dissertação foi sobre uma ferramenta de código aberto para a biologia molecular chamada GENtle.

## Carreira
Enquanto ainda era estudante, Manske foi um dos primeiros colaboradores da enciclopédia na Internet Nupedia, a precursora da Wikipédia, e mais tarde escreveu uma das primeiras versões do software MediaWiki, em que a Wikipédia é executada. Manske trabalha em Cambridge no Wellcome Trust Sanger Institute, desde abril de 2007, mas permanece ativo no desenvolvimento de ferramentas para a Wikipédia e outros projetos, como o Wikidata e o Wikimedia Commons.

## Reconhecimento
Manske é reconhecido como o criador do primeiro artigo da Wikipédia em alemão, reação em cadeia da polimerase, o primeiro escrito por ele em 2001.
Jimmy Wales, em 2002, nomeou o dia 25 de janeiro como o Dia de Magnus Manske em homenagem a suas contribuições para a Wikipédia.